# Macchiatonda
Macchiatonda este o arie protejată (arie specială de conservare — SAC, sit de importanță comunitară — SCI, arie de protecție specială avifaunistică — SPA) din Italia întinsă pe o suprafață de 242 ha, integral pe uscat.

## Localizare
Centrul sitului Macchiatonda este situat la coordonatele 42°00′05″N 11°59′34″E / 42.0014°N 11.9928°E.

## Înființare
Situl Macchiatonda a fost declarat arie de protecție specială avifaunistică în septembrie 1996 pentru a proteja 19 specii de animale. Alte tipuri de protecție:
- sit de importanță comunitară (în octombrie 1999)
- arie specială de conservare (în octombrie 2017)[1][3][4]

## Biodiversitate
Situată în ecoregiunea mediteraneană, aria protejată conține 6 habitate naturale: Lagune de coastă, Salicornia și alte specii anuale care populează regiunile mlăștinoase și nisipoase, Tufărișuri halofile mediteraneene și termo-atlantice (Sarcocornetea fruticosi), Pășuni mediteraneene udate de apa mării (Juncetalia maritimi), Tufișuri de Laurus nobilis, Vegetație anuală la limita mareei.
La baza desemnării sitului se află mai multe specii protejate:
- păsări (16): pescăruș albastru (Alcedo atthis), rață roșie (Aythya nyroca), buhai de baltă (Botaurus stellaris), pasărea ogorului (Burhinus oedicnemus),  prundaș gulerat mic (Charadrius dubius), erete de stuf (Circus aeruginosus), erete vânăt (Circus cyaneus), egretă mică (Egretta garzetta), piciorong (Himantopus himantopus), Larus audouinii, pescăruș-cu-cap-negru (Larus melanocephalus), ciocârlie de bărăgan (Melanocorypha calandra), Numenius phaeopus, Phalacrocorax carbo sinensis, ploier auriu (Pluvialis apricaria), chiră de mare (Thalasseus sandvicensis)
- reptile (3): șarpele cu patru dungi (Elaphe quatuorlineata), țestoasa de baltă (Emys orbicularis), țestoasă bănățeană (Testudo hermanni)

Pe lângă speciile protejate, pe teritoriul sitului au mai fost identificate 3 specii de plante, 1 specie de nevertebrate.